# Häpna!
Häpna!, svensk science fiction-tidskrift som utgavs 1954–1966 av Grafiska Förlaget Kindberg & Söner AB i Jönköping. Den utkom normalt med ett nummer i månaden fram till januari 1965, därpå oregelbundet fram till januari 1966. Redaktör var Kjell Ekström. Till initiativtagarna hörde utöver bröderna Kurt och K. G. Kindberg även Roland Adlerberth och Sture Lönnerstrand.
I Häpna! debuterade bland annat författarna Dénis Lindbohm, Sam J. Lundwall, Jacob Palme och Bertil Mårtensson med svenska originalnoveller. Främst innehöll tidningen dock översatt engelskspråkigt material av bland andra Ray Bradbury, Robert Heinlein, Isaac Asimov och Arthur C. Clarke. Mycket material hämtades från Astounding och John Carnells engelska New Worlds; till exempel introducerades J G Ballard på svenska i Häpna!. Översättarnas namn sattes aldrig ut. 
Häpna! hade stor betydelse för bildandet av en svensk science fiction-fandom genom sin klubbspalt, inledningsvis skriven av någon redaktionsmedlem, senare oftast av Alvar Appeltofft, och därmed för bildandet av föreningar och olika informella nätverk. Flera av de fans som medverkade i tidskriften blev senare yrkesverksamma som författare, översättare eller redaktörer.
John-Henri Holmberg utgav 2015 boken Häpna! En bok ur och om 1950-talets tongivande science fiction-tidskrift, som återtryckte valda noveller och andra texter ur tidskriften och dessutom innehåller en längre essä om dess betydelse för svensk sf samt ett register till tidskriftens innehåll.
Enligt Sam J. Lundwalls bibliografi utgavs 1969 4 nummer med honom själv som redaktör. Dessa nummer var dock så kallade "skyddsnummer", då annan person hos registreringsmyndigheten ansökt om att överta tidskriftens namn. De innehöll vardera bara 4 sidor med omtryck av redaktionell text ur äldre nummer.